# 2007 na literatura

## Mortes
| Data            | Nome                     | Profissão                                | Nacionalidade         | Observações | Ref |
| --------------- | ------------------------ | ---------------------------------------- | --------------------- | ----------- | --- |
| 1 de janeiro    | Tillie Olsen             | escritora                                | Estados Unidos        | n. 1912     |     |
| 9 de janeiro    | Klaus Poche              | escritor, gionista e ilustrador          | Alemanha              | n. 1927     |     |
| 11 de janeiro   | Robert Anton Wilson      | escritor, filósofo, psicólogo            | Estados Unidos        | n. 1932     |     |
| 12 de janeiro   | Jürg Federspiel          | escritor, jornalista, crítico            | Suíça                 | n. 1931     |     |
| 13 de janeiro   | Henri-Jean Martin        | historiador                              | França                | n. 1924     |     |
| 19 de janeiro   | Fiama Hasse Pais Brandão | escritora, poetisa, tradutora            | Portugal              | n. 1938     |     |
| 23 de janeiro   | Oliveira Marques         | historiador                              | Portugal              | n. 1933     |     |
| 23 de janeiro   | Ryszard Kapuściński      | escritor e jornalista                    | Polónia               | n. 1932     |     |
| 24 de janeiro   | Jean-François Deniau     | escritor e estadista                     | França                | n. 1928     |     |
| 27 de janeiro   | Claudio Guillén          | académico e escritor                     | Espanha               | n. 1924     |     |
| 27 de janeiro   | Charles L. Fontenay      | jornalista e escritor                    | Estados Unidos        | n. 1917     |     |
| 27 de janeiro   | Herbert Reinecker        | romancista, guionista                    | Alemanha              | n. 1914     |     |
| 27 de janeiro   | Iva Hercíková            | escritor                                 | Chéquia               | n. 1935     |     |
| 30 de janeiro   | Sidney Sheldon           | escritor e argumentista                  | Estados Unidos        | n. 1917     |     |
| 31 de janeiro   | Molly Ivins              | escritora e colunista                    | Estados Unidos        | n. 1944     |     |
| 2 de fevereiro  | Roger Elwood             | escritor e editor                        | Estados Unidos        | n. 1943     |     |
| 6 de fevereiro  | Lee Hoffman              | escritor e editor                        | Estados Unidos        | n. 1932     |     |
| 9 de fevereiro  | Alejandro Finisterre     | escritor, editor, inventor               | Espanha               | n. 1919     |     |
| 11 de fevereiro | Marianne Fredriksson     | escritor                                 | Suécia                | n. 1927     |     |
| 17 de fevereiro | Jakov Lind               | escritor                                 | Áustria / Reino Unido | n. 1927     |     |
| 17 de fevereiro | Jurga Ivanauskaitė       | escritora                                | Lituânia              | n. 1961     |     |
| 22 de fevereiro | Lothar-Günther Buchheim  | escritor, pintor e colecionador          | Alemanha              | n. 1918     |     |
| 2 de março      | Alface                   | escritor, jornalista, guionista          | Portugal              | n. 1949     |     |
| 2 de março      | Henri Troyat             | escritor e historiador                   | França                | n. 1911     |     |
| 4 de março      | Noël Copin               | jornalista                               | França                | n. 1929     |     |
| 6 de março      | Pierre Moinot            | romancista e académico                   | França                | n. 1920     |     |
| 9 de março      | Gerardo Melo Mourão      | escritor                                 | Brasil                | n. 1917     |     |
| 10 de março     | Manuela Margarido        | poetisa                                  | São Tomé e Príncipe   | n. 1925     |     |
| 19 de março     | Robert Dickson           | poeta, tradutor e académico              | Canadá                | n. 1944     |     |
| 30 de março     | Michael Dibdin           | escritor                                 | Reino Unido           | n. 1947     |     |
| 9 de abril      | Egon Bondy               | poeta, filósofo, dramaturgo e romancista | Chéquia               | n. 1930     |     |
| 11 de abril     | Kurt Vonnegut            | escritor, ensaísta                       | Estados Unidos        | n. 1922     |     |
| 14 de abril     | René Rémond              | historiador e politólogo                 | França                | n. 1918     |     |
| 28 de maio      | John Macquarrie          | filósofo e teólogo                       | Reino Unido           | n. 1919     |     |
| 1 de junho      | Marly de Oliveira        | poetisa                                  | Brasil                | n. 1935     |     |
| 3 de junho      | Leonard Nathan           | poeta, tradutor e crítico                | Estados Unidos        | n. 1924     |     |
| 21 de junho     | Douglas Hill             | escritor                                 | Canadá                | n. 1935     |     |
| 27 de junho     | Bruno Tolentino          | poeta                                    | Brasil                | n. 1940     |     |
| 27 de junho     | Dragutin Tadijanović     | poeta                                    | Croácia               | n. 1905     |     |
| 4 de julho      | José Agrippino de Paula  | escritor                                 | Brasil                | n. 1937     |     |
| 6 de julho      | Kathleen Woodiwiss       | escritor                                 | Estados Unidos        | n. 1939     |     |
| 19 de julho     | Roberto Fontanarrosa     | escritor e cartunista                    | Argentina             | n. 1944     |     |
| 28 de julho     | Isidore Isou             | poeta, pintor, cineasta e economista     | França                | n. 1925     |     |
| 31 de julho     | Margaret Avison          | poetisa                                  | Canadá                | n. 1918     |     |
| 15 de agosto    | Joel Silveira            | escritor e jornalista                    | Brasil                | n. 1918     |     |
| 25 de agosto    | Eduardo Prado Coelho     | escritor, professor e ensaísta           | Portugal              | n. 1944     |     |
| 26 de agosto    | Alberto de Lacerda       | poeta                                    | Portugal              | n. 1928     |     |
| 28 de agosto    | Francisco Umbral         | escritor e jornalista                    | Espanha               | n. 1932     |     |
| 6 de setembro   | Madeleine L'Engle        | escritora                                | Estados Unidos        | n. 1918     |     |
| 16 de setembro  | Robert Jordan            | romancista                               | Estados Unidos        | n. 1948     |     |
| 6 de novembro   | Enzo Biagi               | escritor, jornalista                     | Itália                | n. 1920     |     |
| 10 de novembro  | Norman Mailer            | jornalista, escritor e poeta             | Estados Unidos        | n. 1923     |     |
| 12 de novembro  | Ira Levin                | escritor, dramaturgo, compositor         | Estados Unidos        | n. 1929     |     |
| 19 de novembro  | Magda Szabó              | escritora                                | Hungria               | n. 1917     |     |
| 21 de novembro  | Fernando Fernán Gómez    | escritor, argumentista, cineasta         | Espanha               | n. 1921     |     |
| 27 de novembro  | Jane Rule                | escritora                                | Canadá                | n. 1931     |     |
| 1 de dezembro   | Manoel Carlos Karam      | escritor                                 | Brasil                | n. 1947     |     |
| 11 de dezembro  | Fernanda Botelho         | escritora                                | Portugal              | n. 1926     |     |
| 22 de dezembro  | Julien Gracq             | escritor                                 | França                | n. 1910     |     |

## Prémios literários
- Nobel de Literatura - Doris Lessing.
- Prémio Camões - António Lobo Antunes[1]
- Prémio Machado de Assis - Roberto Cavalcanti de Albuquerque
- Prémio Literário José Saramago - O Remorso de Baltazar Serapião, de Valter Hugo Mãe
- Prémio Primeira Obra do P.E.N. Clube Português - Catarina Nunes de Almeida com o livro "Prefloração"[2]
- Prémio Literário Maria Rosa Colaço (categoria Infantil) - Susana Ramos com "O Tamanho da minha Altura (entre outras coisas)"[3]
- Prémio Literário Maria Rosa Colaço (categoria juvenil) - Sara Monteiro com "Cartas de uma mãe à sua filha"[3]